# Herredskirke Sogn
Herredskirke Sogn  ist eine ehemalige Kirchspielsgemeinde (dän.: Sogn) auf der Insel Lolland im südlichen Dänemark. Bis 1970 gehörte sie zur Harde Lollands Nørre Herred im damaligen Maribo Amt, danach zur Ravnsborg Kommune im Storstrøms Amt, die im Zuge der  Kommunalreform zum 1. Januar 2007 in der Lolland Kommune in der Region Sjælland aufgegangen ist.
Am 1. August 2016 gingen Herredskirke Sogn, Løjtofte Sogn und Utterslev Sogn im Utterslev-Herredskirke-Løjtofte Sogn auf. Das bezieht sich nur auf die kirchlichen Belange. In ihrer Eigenschaft als Matrikelsogne, also als Grundbuchbezirke der Katasterbehörde Geodatastyrelsen, wirken sich seit Abschaffung der Hardenstruktur 1970 solche Änderungen nicht mehr aus.
Im Kirchspiel lebten am 1. Juli 2016 134 Einwohner. Im Kirchspiel liegt die Kirche „Herredskirke Kirke“.
Nachbargemeinden waren im Norden Vindeby Sogn, im Osten Løjtofte Sogn und Halsted Sogn, im Süden Stormarks Sogn, im Südwesten Branderslev Sogn, im Westen Sandby Sogn und im Nordwesten Købelev Sogn.